# Eichenau
Eichenau est une commune allemande. Elle se situe aux portes de Munich, en Bavière. Elle abrite 12 000 habitants.
La commune est connue pour son musée de la menthe, seul musée de ce type au monde.

## Politique et administration
| Période            | Période      | Identité      | Étiquette | Qualité |
| ------------------ | ------------ | ------------- | --------- | ------- |
| 1998               | 31 août 2016 | Hubert Jung   | CSU       |         |
| 1er septembre 2016 | en cours     | Peter Münster | FDP       |         |